# Collegio elettorale di Trento (Senato della Repubblica)
Il collegio di Trento fu un collegio elettorale uninominale della Repubblica Italiana appartenente alla Circoscrizione Trentino-Alto Adige; fu utilizzato per eleggere un senatore della Repubblica dalla I alla XVII legislatura. Il collegio è stato sostituito, in occasione delle elezioni politiche del 2018, dal collegio uninominale Trentino-Alto Adige - 04.

## Storia
Il collegio venne creato nel 1948 secondo la legge n. 29 del 6 febbraio 1948 la quale, pur basandosi sull'impianto proporzionale in vigore per la Camera, rispetto a quest'ultima conteneva alcuni piccoli correttivi in senso maggioritario. Tale legge ebbe il suo definitivo perfezionamento col Testo Unico n°361 del 1957. Differentemente dalla Camera, la legge elettorale del Senato si articolava su base regionale, seguendo il dettato costituzionale (art.57). Ogni Regione era suddivisa in tanti collegi uninominali quanti erano i seggi ad essa assegnati. All'interno di ciascun collegio, veniva eletto il candidato che avesse raggiunto il quorum del 65% delle preferenze: tale soglia, oggettivamente di difficilissimo conseguimento, tradiva l'impianto proporzionale su cui era concepito anche il sistema elettorale della Camera Alta. Qualora, come normalmente avveniva, nessun candidato avesse conseguito l'elezione, i voti di tutti i candidati venivano raggruppati in liste di partito a livello regionale, dove i seggi venivano allocati utilizzando il metodo D'Hondt delle maggiori medie statistiche e quindi, all'interno di ciascuna lista, venivano dichiarati eletti i candidati con le migliori percentuali di preferenza.
Nel 1993, con la cosiddetta Legge Mattarella (Legge n. 276, Norme per l'elezione del Senato della Repubblica), attuata in seguito al referendum abrogativo del 1993, venne istituito per la Camera dei deputati e per il Senato della Repubblica un sistema di elezione misto, in parte maggioritario e in parte proporzionale. Il 75% dei parlamentari dell'assemblea veniva eletto in collegi uninominali tramite sistema maggioritario a turno unico; il restante 25% al Senato veniva eletto tramite recupero proporzionale dei più votati non eletti attraverso un meccanismo di calcolo denominato "scorporo", cioè sottraendo dal conteggio dei voti totali di una lista nella parte proporzionale i voti ottenuti dai candidati collegati alla medesima lista che erano eletti nei collegi uninominali con il sistema maggioritario.
Diversamente dal resto d'Italia, in Trentino-Alto Adige i collegi non vennero aboliti con la promulgazione della legge elettorale successiva, la cosiddetta Legge Calderoli, che per il resto d'Italia prevedeva un sistema proporzionale con premio di maggioranza, che al Senato veniva attribuito a livello regionale. Il Trentino-Alto Adige continuò pertanto fino all'attuale Legge Rosato ad eleggere i deputati con collegi uninominali, mantenuti seppur con nome diverso all'interno della Legge Rosato.

## 1948-1993

### Territorio
Il collegio di Trento era uno dei 6 collegi uninominali in cui era suddiviso il Trentino-Alto Adige; comprendeva i seguenti comuni: Albiano, Aldeno, Bosentino, Calavino, Cavedine, Cembra, Cimone, Civezzano, Faver, Folgaria, Fornace, Garniga Terme, Giovo, Grauno, Grumes, Lasino, Lavarone, Lavis, Lisignago, Lona-Lases, Luserna, Padergnone, Segonzano, Sover, Terlago, Trento, Valda, Vattaro, Vezzano, Vigolo Vattaro.

### Dati elettorali

#### I legislatura
|                               | Luigi Benedetti ✔️ Eletto | Democrazia Cristiana        | 37 937 | 73,26 |  |  |  |  |  |
|                               | Giuseppe Ottolini         | Fronte Democratico Popolare | 7 191  | 13,89 |  |  |  |  |  |
|                               | Giuseppe Disertori        | Blocco Nazionale            | 6 655  | 12,85 |  |  |  |  |  |
| Totale                        | Totale                    | Totale                      | 51 783 | 100   |  |  |  |  |  |
|                               |                           |                             |        |       |  |  |  |  |  |
| Voti non validi               | Voti non validi           | Voti non validi             | 3 086  | 5,62  |  |  |  |  |  |
| Votanti                       | Votanti                   | Votanti                     | 54 869 | 92,91 |  |  |  |  |  |
| Elettori                      | Elettori                  | Elettori                    | 59 059 |       |  |  |  |  |  |
|                               |                           |                             |        |       |  |  |  |  |  |
| Data: 18 aprile 1948          |                           |                             |        |       |  |  |  |  |  |
| Fonte: Ministero dell'interno |                           |                             |        |       |  |  |  |  |  |

#### II legislatura
|                               | Luigi Benedetti ✔️ Eletto | Democrazia Cristiana                    | 38 095 | 69,35 |  |  |  |  |  |
|                               | Italo Giongo              | Partito Comunista Italiano              | 7 095  | 12,92 |  |  |  |  |  |
|                               | Enrico Bertagnolli        | Partito Socialista Democratico Italiano | 6 804  | 12,39 |  |  |  |  |  |
|                               | Emanuele Slomp            | Movimento Sociale Italiano              | 2 935  | 5,34  |  |  |  |  |  |
| Totale                        | Totale                    | Totale                                  | 54 929 | 100   |  |  |  |  |  |
|                               |                           |                                         |        |       |  |  |  |  |  |
| Voti non validi               | Voti non validi           | Voti non validi                         | 3 751  | 6,39  |  |  |  |  |  |
| Votanti                       | Votanti                   | Votanti                                 | 58 680 | 94,71 |  |  |  |  |  |
| Elettori                      | Elettori                  | Elettori                                | 61 960 |       |  |  |  |  |  |
|                               |                           |                                         |        |       |  |  |  |  |  |
| Data: 7 giugno 1953           |                           |                                         |        |       |  |  |  |  |  |
| Fonte: Ministero dell'interno |                           |                                         |        |       |  |  |  |  |  |

#### III legislatura
|                               | Luigi Benedetti ✔️ Eletto | Democrazia Cristiana       | 38 001 | 65,33 |  |  |  |  |  |
|                               | Livia Battisti            | PSI - PSDI                 | 14 887 | 25,59 |  |  |  |  |  |
|                               | Pompilio Aste             | Partito Liberale Italiano  | 2 954  | 5,08  |  |  |  |  |  |
|                               | Giuseppe Bertagnolli      | Movimento Sociale Italiano | 2 327  | 4,00  |  |  |  |  |  |
| Totale                        | Totale                    | Totale                     | 58 169 | 100   |  |  |  |  |  |
|                               |                           |                            |        |       |  |  |  |  |  |
| Voti non validi               | Voti non validi           | Voti non validi            | 4 616  | 7,35  |  |  |  |  |  |
| Votanti                       | Votanti                   | Votanti                    | 62 785 | 95,36 |  |  |  |  |  |
| Elettori                      | Elettori                  | Elettori                   | 65 841 |       |  |  |  |  |  |
|                               |                           |                            |        |       |  |  |  |  |  |
| Data: 25 maggio 1958          |                           |                            |        |       |  |  |  |  |  |
| Fonte: Ministero dell'interno |                           |                            |        |       |  |  |  |  |  |

#### IV legislatura
|                                                                                | Paolo Berlanda ✔️ Eletto | Democrazia Cristiana                    | 35 438 | 55,62 |  |  |  |  |  |
|                                                                                | Orlando Lucchi           | Partito Socialista Italiano             | 10 709 | 16,81 |  |  |  |  |  |
|                                                                                | L. Battisti              | Sinistra indipendente                   | 6 078  | 9,54  |  |  |  |  |  |
|                                                                                | C. D'Anna                | Partito Liberale Italiano               | 4 852  | 7,62  |  |  |  |  |  |
|                                                                                | A. Tanas                 | Partito Socialista Democratico Italiano | 4 843  | 7,60  |  |  |  |  |  |
|                                                                                | A. Clauser               | Movimento Sociale Italiano              | 1 794  | 2,82  |  |  |  |  |  |
| Totale                                                                         | Totale                   | Totale                                  | 63 714 | 100   |  |  |  |  |  |
|                                                                                |                          |                                         |        |       |  |  |  |  |  |
| Voti non validi                                                                | Voti non validi          | Voti non validi                         | 3 572  | 5,31  |  |  |  |  |  |
| Votanti                                                                        | Votanti                  | Votanti                                 | 67 286 | 94,50 |  |  |  |  |  |
| Elettori                                                                       | Elettori                 | Elettori                                | 71 205 |       |  |  |  |  |  |
|                                                                                |                          |                                         |        |       |  |  |  |  |  |
| Nota: quorum del 65% non raggiunto; ripartizione dei seggi a livello regionale |                          |                                         |        |       |  |  |  |  |  |
| Data: 28 aprile 1963                                                           |                          |                                         |        |       |  |  |  |  |  |
| Fonte: Ministero dell'interno                                                  |                          |                                         |        |       |  |  |  |  |  |

#### V legislatura
|                                                                                | Paolo Berlanda ✔️ Eletto | Democrazia Cristiana          | 38 079 | 55,00 |  |  |  |  |  |
|                                                                                | Orlando Lucchi ✔️ Eletto | PSI-PSDI Unificati            | 13 628 | 19,68 |  |  |  |  |  |
|                                                                                | B. Condini               | PCI - PSIUP                   | 6 823  | 9,85  |  |  |  |  |  |
|                                                                                | I. Del Favero            | Partito Liberale Italiano     | 5 414  | 7,82  |  |  |  |  |  |
|                                                                                | R. Ballerin              | Südtiroler Volkspartei        | 2 608  | 3,77  |  |  |  |  |  |
|                                                                                | G. Cristofolini          | Movimento Sociale Italiano    | 1 615  | 2,33  |  |  |  |  |  |
|                                                                                | S. Bailoni               | Partito Repubblicano Italiano | 1 068  | 1,54  |  |  |  |  |  |
| Totale                                                                         | Totale                   | Totale                        | 69 235 | 100   |  |  |  |  |  |
|                                                                                |                          |                               |        |       |  |  |  |  |  |
| Voti non validi                                                                | Voti non validi          | Voti non validi               | 3 816  | 5,22  |  |  |  |  |  |
| Votanti                                                                        | Votanti                  | Votanti                       | 73 051 | 95,53 |  |  |  |  |  |
| Elettori                                                                       | Elettori                 | Elettori                      | 76 471 |       |  |  |  |  |  |
|                                                                                |                          |                               |        |       |  |  |  |  |  |
| Nota: quorum del 65% non raggiunto; ripartizione dei seggi a livello regionale |                          |                               |        |       |  |  |  |  |  |
| Data: 19 maggio 1968                                                           |                          |                               |        |       |  |  |  |  |  |
| Fonte: Ministero dell'interno                                                  |                          |                               |        |       |  |  |  |  |  |

#### VI legislatura
|                                                                                | Paolo Berlanda ✔️ Eletto | Democrazia Cristiana                          | 42 341 | 57,33 |  |  |  |  |  |
|                                                                                | D. Romani                | PCI - PSIUP                                   | 7 614  | 10,31 |  |  |  |  |  |
|                                                                                | C. Emeri                 | Partito Socialista Italiano                   | 7 355  | 9,96  |  |  |  |  |  |
|                                                                                | M. Sebastiani            | Partito Socialista Democratico Italiano       | 4 347  | 5,89  |  |  |  |  |  |
|                                                                                | M. Bevilacqua            | Partito Liberale Italiano                     | 3 759  | 5,09  |  |  |  |  |  |
|                                                                                | R. Ballerin              | Südtiroler Volkspartei                        | 3 355  | 4,54  |  |  |  |  |  |
|                                                                                | N. Astolfi               | Movimento Sociale Italiano - Destra Nazionale | 2 768  | 3,75  |  |  |  |  |  |
|                                                                                | M. Savorelli             | Partito Repubblicano Italiano                 | 2 319  | 3,14  |  |  |  |  |  |
| Totale                                                                         | Totale                   | Totale                                        | 73 858 | 100   |  |  |  |  |  |
|                                                                                |                          |                                               |        |       |  |  |  |  |  |
| Voti non validi                                                                | Voti non validi          | Voti non validi                               | 3 357  | 4,35  |  |  |  |  |  |
| Votanti                                                                        | Votanti                  | Votanti                                       | 77 215 | 96,07 |  |  |  |  |  |
| Elettori                                                                       | Elettori                 | Elettori                                      | 80 371 |       |  |  |  |  |  |
|                                                                                |                          |                                               |        |       |  |  |  |  |  |
| Nota: quorum del 65% non raggiunto; ripartizione dei seggi a livello regionale |                          |                                               |        |       |  |  |  |  |  |
| Data: 7 maggio 1972                                                            |                          |                                               |        |       |  |  |  |  |  |
| Fonte: Ministero dell'interno                                                  |                          |                                               |        |       |  |  |  |  |  |

#### VII legislatura
|                                                                                | Alcide Berloffa   | Democrazia Cristiana                          | 39 057 | 50,17 |  |  |  |  |  |
|                                                                                | Andrea Mascagni   | Partito Comunista Italiano                    | 12 559 | 16,13 |  |  |  |  |  |
|                                                                                | Livio Labor       | Partito Socialista Italiano                   | 9 883  | 12,69 |  |  |  |  |  |
|                                                                                | Enrico Pruner     | Südtiroler Volkspartei                        | 7 279  | 9,35  |  |  |  |  |  |
|                                                                                | Luigi Mattei      | PLI - PRI - PSDI                              | 6 350  | 8,16  |  |  |  |  |  |
|                                                                                | Cornelio Calliari | Movimento Sociale Italiano - Destra Nazionale | 2 328  | 2,99  |  |  |  |  |  |
|                                                                                | Orlando Girardi   | Tirol                                         | 401    | 0,52  |  |  |  |  |  |
| Totale                                                                         | Totale            | Totale                                        | 77 857 | 100   |  |  |  |  |  |
|                                                                                |                   |                                               |        |       |  |  |  |  |  |
| Voti non validi                                                                | Voti non validi   | Voti non validi                               | 3 331  | 4,10  |  |  |  |  |  |
| Votanti                                                                        | Votanti           | Votanti                                       | 81 188 | 95,50 |  |  |  |  |  |
| Elettori                                                                       | Elettori          | Elettori                                      | 85 015 |       |  |  |  |  |  |
|                                                                                |                   |                                               |        |       |  |  |  |  |  |
| Nota: quorum del 65% non raggiunto; ripartizione dei seggi a livello regionale |                   |                                               |        |       |  |  |  |  |  |
| Data: 20 giugno 1976                                                           |                   |                                               |        |       |  |  |  |  |  |
| Fonte: Ministero dell'interno                                                  |                   |                                               |        |       |  |  |  |  |  |

#### VIII legislatura
|                                                                                | E. Bolognani    | Democrazia Cristiana                         | 37 731 | 47,84 |  |  |  |  |  |
|                                                                                | Andrea Mascagni | Partito Comunista Italiano                   | 11 181 | 14,18 |  |  |  |  |  |
|                                                                                | S. Fontanari    | Südtiroler Volkspartei                       | 8 418  | 10,67 |  |  |  |  |  |
|                                                                                | L. Labor        | Partito Socialista Italiano                  | 7 861  | 9,97  |  |  |  |  |  |
|                                                                                | A. Canestrini   | Partito Radicale                             | 4 213  | 5,34  |  |  |  |  |  |
|                                                                                | A. Morandi      | Partito Socialista Democratico Italiano      | 3 209  | 4,07  |  |  |  |  |  |
|                                                                                | A. Crespi       | Partito Liberale Italiano                    | 2 138  | 2,71  |  |  |  |  |  |
|                                                                                | Q. Bezzi        | PRI - PST-Prog. Soc.                         | 2 104  | 2,67  |  |  |  |  |  |
|                                                                                | G. Del Piccolo  | Movimento Sociale Italiano                   | 1 761  | 2,23  |  |  |  |  |  |
|                                                                                | A. Ceschi       | Costituente di Destra - Democrazia Nazionale | 255    | 0,32  |  |  |  |  |  |
| Totale                                                                         | Totale          | Totale                                       | 78 871 | 100   |  |  |  |  |  |
|                                                                                |                 |                                              |        |       |  |  |  |  |  |
| Voti non validi                                                                | Voti non validi | Voti non validi                              | 4 340  | 5,22  |  |  |  |  |  |
| Votanti                                                                        | Votanti         | Votanti                                      | 83 211 | 94,15 |  |  |  |  |  |
| Elettori                                                                       | Elettori        | Elettori                                     | 88 383 |       |  |  |  |  |  |
|                                                                                |                 |                                              |        |       |  |  |  |  |  |
| Nota: quorum del 65% non raggiunto; ripartizione dei seggi a livello regionale |                 |                                              |        |       |  |  |  |  |  |
| Data: 3 giugno 1979                                                            |                 |                                              |        |       |  |  |  |  |  |
| Fonte: Ministero dell'interno                                                  |                 |                                              |        |       |  |  |  |  |  |

#### IX legislatura
|                                                                                | Giorgio Tononi        | Democrazia Cristiana                    | 33 091 | 43,37 |  |  |  |  |  |
|                                                                                | Andrea Mascagni       | Partito Comunista Italiano              | 11 498 | 15,07 |  |  |  |  |  |
|                                                                                | Pier Giorgio Agostini | Partito Socialista Italiano             | 7 948  | 10,42 |  |  |  |  |  |
|                                                                                | Ettore Tapparelli     | Partito Repubblicano Italiano           | 5 570  | 7,30  |  |  |  |  |  |
|                                                                                | Enrico Pruner         | Partito Popolare Trentino Tirolese      | 4 429  | 5,80  |  |  |  |  |  |
|                                                                                | Sergio Fontanari      | Südtiroler Volkspartei                  | 4 005  | 5,25  |  |  |  |  |  |
|                                                                                | Aldo Morandi          | Partito Socialista Democratico Italiano | 2 561  | 3,36  |  |  |  |  |  |
|                                                                                | Franca Berger         | Partito Radicale                        | 2 473  | 3,24  |  |  |  |  |  |
|                                                                                | Alberto Crespi        | Partito Liberale Italiano               | 2 296  | 3,01  |  |  |  |  |  |
|                                                                                | Arealdo Tagliapietra  | Movimento Sociale Italiano              | 2 238  | 2,93  |  |  |  |  |  |
|                                                                                | Giovanni Dori         | Lista per Trieste                       | 190    | 0,25  |  |  |  |  |  |
| Totale                                                                         | Totale                | Totale                                  | 76 299 | 100   |  |  |  |  |  |
|                                                                                |                       |                                         |        |       |  |  |  |  |  |
| Voti non validi                                                                | Voti non validi       | Voti non validi                         | 6 697  | 8,07  |  |  |  |  |  |
| Votanti                                                                        | Votanti               | Votanti                                 | 82 996 | 90,02 |  |  |  |  |  |
| Elettori                                                                       | Elettori              | Elettori                                | 92 202 |       |  |  |  |  |  |
|                                                                                |                       |                                         |        |       |  |  |  |  |  |
| Nota: quorum del 65% non raggiunto; ripartizione dei seggi a livello regionale |                       |                                         |        |       |  |  |  |  |  |
| Data: 26 giugno 1983                                                           |                       |                                         |        |       |  |  |  |  |  |
| Fonte: Ministero dell'interno                                                  |                       |                                         |        |       |  |  |  |  |  |

#### X legislatura
|                                                                                | Alberto Robol   | Democrazia Cristiana          | 35 484 | 43,82 |  |  |  |  |  |
|                                                                                | Marco Boato     | PSI - PSDI - PR - Verdi       | 14 444 | 17,84 |  |  |  |  |  |
|                                                                                | S. Dalzocchio   | Partito Comunista Italiano    | 10 530 | 13,00 |  |  |  |  |  |
|                                                                                | C. Andreoti     | Südtiroler Volkspartei        | 7 331  | 9,05  |  |  |  |  |  |
|                                                                                | Q. Bezzi        | Partito Repubblicano Italiano | 4 057  | 5,01  |  |  |  |  |  |
|                                                                                | A. Mitolo       | Movimento Sociale Italiano    | 3 490  | 4,31  |  |  |  |  |  |
|                                                                                | I. Cattoni      | Democrazia Proletaria         | 2 487  | 3,07  |  |  |  |  |  |
|                                                                                | C. Facchinelli  | Partito Liberale Italiano     | 1 683  | 2,08  |  |  |  |  |  |
|                                                                                | R. Carloni      | Liga Veneta                   | 1 148  | 1,42  |  |  |  |  |  |
|                                                                                | R. Luretigh     | Alleanza Popolare Pensionati  | 179    | 0,22  |  |  |  |  |  |
|                                                                                | H. Mair         | Partito Sud Tirolese          | 141    | 0,17  |  |  |  |  |  |
| Totale                                                                         | Totale          | Totale                        | 80 974 | 100   |  |  |  |  |  |
|                                                                                |                 |                               |        |       |  |  |  |  |  |
| Voti non validi                                                                | Voti non validi | Voti non validi               | 6 428  | 7,35  |  |  |  |  |  |
| Votanti                                                                        | Votanti         | Votanti                       | 87 402 | 90,89 |  |  |  |  |  |
| Elettori                                                                       | Elettori        | Elettori                      | 96 160 |       |  |  |  |  |  |
|                                                                                |                 |                               |        |       |  |  |  |  |  |
| Nota: quorum del 65% non raggiunto; ripartizione dei seggi a livello regionale |                 |                               |        |       |  |  |  |  |  |
| Data: 14 giugno 1987                                                           |                 |                               |        |       |  |  |  |  |  |
| Fonte: Ministero dell'interno                                                  |                 |                               |        |       |  |  |  |  |  |

#### XI legislatura
|                                                                                | Beniamino Andreatta       | Democrazia Cristiana          | 45 027  | 36,46 |  |  |  |  |  |
|                                                                                | Gianluigi Lombardi Cerri  | Lega Nord                     | 15 553  | 12,59 |  |  |  |  |  |
|                                                                                | Giuliano Pontara          | Senza Confini                 | 13 560  | 10,98 |  |  |  |  |  |
|                                                                                | Pierre Carniti            | Partito Socialista Italiano   | 13 037  | 10,56 |  |  |  |  |  |
|                                                                                | Luigi Panizza             | Südtiroler Volkspartei        | 11 302  | 9,15  |  |  |  |  |  |
|                                                                                | Alexander Langer          | Federazione dei Verdi         | 8 771   | 7,10  |  |  |  |  |  |
|                                                                                | Marcella Piazza Disertori | Partito Repubblicano Italiano | 6 333   | 5,13  |  |  |  |  |  |
|                                                                                | Mario Moresco             | Movimento Sociale Italiano    | 4 476   | 3,62  |  |  |  |  |  |
|                                                                                | Ivo Del Favero            | Partito Liberale Italiano     | 3 989   | 3,23  |  |  |  |  |  |
|                                                                                | Domenico Fedel            | Federalismo - Uomini Vivi     | 1 452   | 1,18  |  |  |  |  |  |
| Totale                                                                         | Totale                    | Totale                        | 123 500 | 100   |  |  |  |  |  |
|                                                                                |                           |                               |         |       |  |  |  |  |  |
| Voti non validi                                                                | Voti non validi           | Voti non validi               | 9 156   | 6,90  |  |  |  |  |  |
| Votanti                                                                        | Votanti                   | Votanti                       | 132 656 | 91,01 |  |  |  |  |  |
| Elettori                                                                       | Elettori                  | Elettori                      | 145 762 |       |  |  |  |  |  |
|                                                                                |                           |                               |         |       |  |  |  |  |  |
| Nota: quorum del 65% non raggiunto; ripartizione dei seggi a livello regionale |                           |                               |         |       |  |  |  |  |  |
| Data: 5 aprile 1992                                                            |                           |                               |         |       |  |  |  |  |  |
| Fonte: Ministero dell'interno                                                  |                           |                               |         |       |  |  |  |  |  |

## 1993-2017

### Territorio
Il collegio di Trento era uno dei 6 collegi uninominali in cui era suddiviso il Trentino-Alto Adige; comprendeva i seguenti comuni: Albiano, Aldeno, Amblar, Andalo, Bresimo. Brez, Bosentino, Cagnò Calavino, Caldes, Campodenno, Castelfondo, Cavareno, Cavedago, Cavedine, Cavizzana, Cembra, Cis, Cles, Clos, Commezzadura, Coredo, Croviana, Cunevo, Dambel, Denno, Dimaro, Don, Faedo, Fai della Paganella, Faver, Flavon, Fondo, Fornace, Garniga Terme, Giovo, Grauno, Grumes, Lasino, Lavis, Lisignago, Livo, Lona-Lases, Luserna, Malé, Malosco, Mezzana, Mezzocorona, Mezzolombardo, Molveno, Monclassico, Nanno, Nave San Rocco, Ossana, Padergnone, Peio, Pellizzano, Rabbi, Revò, Romallo, Romeno, Ronzone, Roveré della Luna, Ruffré, Rumo, San Michele all'Adige, Sanzeno, Sarnonico, Segonzano, Sfruz, Smarano, Sover, Spormaggiore, Sporminore, Taio, Tassullo, Terlago, Terres, Terzolas, Ton, Trento, Tres, Tuenno, Valda, Vermiglio, Vervò, Vezzano, Zambana.

### Eletti
| Elezione | Elezione | Senatore                                                             | Partito                                                              |
| -------- | -------- | -------------------------------------------------------------------- | -------------------------------------------------------------------- |
|          | 1994     | Costantino Armani                                                    | Polo delle Libertà (LN)                                              |
|          | 1996     | Alberto Robol                                                        | L'Ulivo (PPI)                                                        |
|          | 2001     | Mauro Betta                                                          | Südtiroler Volkspartei-L'Ulivo                                       |
|          | 2006     | Giorgio Tonini                                                       | L'Unione-Südtiroler Volkspartei                                      |
|          | 2008     | Sergio Divina                                                        | Il Popolo della Libertà (LN)                                         |
|          | 2013     | Franco Panizza                                                       | SVP-PATT-PD                                                          |
|          | 2018     | Collegio sostituito da Collegio uninominale Trentino-Alto Adige - 04 | Collegio sostituito da Collegio uninominale Trentino-Alto Adige - 04 |

### Dati elettorali

#### XII legislatura
|                               | Costantino Armani ✔️ Eletto | Polo delle Libertà           | 32 206  | 25,64 |  |  |  |  |  |
|                               | Franco Tretter              | Südtiroler Volkspartei       | 28 369  | 22,58 |  |  |  |  |  |
|                               | Paolo Fedrizzi              | Progressisti                 | 27 161  | 21,62 |  |  |  |  |  |
|                               | Adolfo De Bertolini         | Patto per l'Italia           | 26 885  | 21,40 |  |  |  |  |  |
|                               | Mario Moresco               | Alleanza Nazionale           | 9 378   | 7,47  |  |  |  |  |  |
|                               | Tullia Conci                | Partito della Legge Naturale | 1 625   | 1,29  |  |  |  |  |  |
| Totale                        | Totale                      | Totale                       | 125 624 | 100   |  |  |  |  |  |
|                               |                             |                              |         |       |  |  |  |  |  |
| Voti non validi               | Voti non validi             | Voti non validi              | 8 697   | 6,47  |  |  |  |  |  |
| Votanti                       | Votanti                     | Votanti                      | 134 321 | 90,37 |  |  |  |  |  |
| Elettori                      | Elettori                    | Elettori                     | 148 632 |       |  |  |  |  |  |
|                               |                             |                              |         |       |  |  |  |  |  |
| Data: 27-28 marzo 1994        |                             |                              |         |       |  |  |  |  |  |
| Fonte: Ministero dell'interno |                             |                              |         |       |  |  |  |  |  |

#### XIII legislatura
|                               | Alberto Robol ✔️ Eletto     | L'Ulivo                      | 50 509  | 41,32 |  |  |  |  |  |
|                               | Ivo Tarolli ✔️ Eletto       | Polo per le Libertà          | 35 515  | 29,05 |  |  |  |  |  |
|                               | Giuseppe Filippin           | Lega Nord                    | 20 571  | 16,83 |  |  |  |  |  |
|                               | Piergiorgio De Unterrichter | L'Abete (SVP - PATT)         | 14 607  | 11,95 |  |  |  |  |  |
|                               | Ior Guglielmi               | Partito della Legge Naturale | 1 051   | 0,86  |  |  |  |  |  |
| Totale                        | Totale                      | Totale                       | 122 253 | 100   |  |  |  |  |  |
|                               |                             |                              |         |       |  |  |  |  |  |
| Voti non validi               | Voti non validi             | Voti non validi              | 10 270  | 7,75  |  |  |  |  |  |
| Votanti                       | Votanti                     | Votanti                      | 132 523 | 87,10 |  |  |  |  |  |
| Elettori                      | Elettori                    | Elettori                     | 152 153 |       |  |  |  |  |  |
|                               |                             |                              |         |       |  |  |  |  |  |
| Data: 21 aprile 1996          |                             |                              |         |       |  |  |  |  |  |
| Fonte: Ministero dell'interno |                             |                              |         |       |  |  |  |  |  |

#### XIV legislatura
|                               | Mauro Betta ✔️ Eletto | SVP - L'Ulivo                        | 54 289  | 43,35 |  |  |  |  |  |
|                               | Ivo Tarolli ✔️ Eletto | Casa delle Libertà                   | 52 363  | 41,82 |  |  |  |  |  |
|                               | Bruno Firmani         | Italia dei Valori                    | 9 159   | 7,31  |  |  |  |  |  |
|                               | Agostino Catalano     | Partito della Rifondazione Comunista | 5 248   | 4,19  |  |  |  |  |  |
|                               | Walter Pili           | Pannella-Bonino                      | 4 165   | 3,33  |  |  |  |  |  |
| Totale                        | Totale                | Totale                               | 125 224 | 100   |  |  |  |  |  |
|                               |                       |                                      |         |       |  |  |  |  |  |
| Voti non validi               | Voti non validi       | Voti non validi                      | 7 299   | 5,51  |  |  |  |  |  |
| Votanti                       | Votanti               | Votanti                              | 132 523 | 87,10 |  |  |  |  |  |
| Elettori                      | Elettori              | Elettori                             | 152 153 |       |  |  |  |  |  |
|                               |                       |                                      |         |       |  |  |  |  |  |
| Data: 13 maggio 2001          |                       |                                      |         |       |  |  |  |  |  |
| Fonte: Ministero dell'interno |                       |                                      |         |       |  |  |  |  |  |

#### XV legislatura
|                               | Giorgio Tonini ✔️ Eletto | SVP - L'Unione     | 63 545  | 48,83 |  |  |  |  |  |
|                               | Sergio Divina ✔️ Eletto  | Casa delle Libertà | 56 201  | 43,19 |  |  |  |  |  |
|                               | Cesare Vignoni           | Partito Pensionati | 6 355   | 4,88  |  |  |  |  |  |
|                               | Bruno Cesaro             | Fiamma Tricolore   | 4 039   | 3,10  |  |  |  |  |  |
| Totale                        | Totale                   | Totale             | 130 140 | 100   |  |  |  |  |  |
|                               |                          |                    |         |       |  |  |  |  |  |
| Voti non validi               | Voti non validi          | Voti non validi    | 7 204   | 5,25  |  |  |  |  |  |
| Votanti                       | Votanti                  | Votanti            | 137 344 | 87,80 |  |  |  |  |  |
| Elettori                      | Elettori                 | Elettori           | 156 435 |       |  |  |  |  |  |
|                               |                          |                    |         |       |  |  |  |  |  |
| Data: 9-10 aprile 2006        |                          |                    |         |       |  |  |  |  |  |
| Fonte: Ministero dell'interno |                          |                    |         |       |  |  |  |  |  |

#### XVI legislatura
|                               | Sergio Divina ✔️ Eletto | Il Popolo della Libertà        | 51 191  | 40,89 |  |  |  |  |  |
|                               | Mauro Betta             | SVP - Insieme per le Autonomie | 47 947  | 38,29 |  |  |  |  |  |
|                               | Giuseppe Frattin        | Unione di Centro               | 11 235  | 8,97  |  |  |  |  |  |
|                               | Agostino Catalano       | La Sinistra l'Arcobaleno       | 10 997  | 8,78  |  |  |  |  |  |
|                               | Giacomo Pellino         | La Destra - Fiamma Tricolore   | 3 836   | 3,06  |  |  |  |  |  |
| Totale                        | Totale                  | Totale                         | 125 206 | 100   |  |  |  |  |  |
|                               |                         |                                |         |       |  |  |  |  |  |
| Voti non validi               | Voti non validi         | Voti non validi                | 7 107   | 5,37  |  |  |  |  |  |
| Votanti                       | Votanti                 | Votanti                        | 132 313 | 84,46 |  |  |  |  |  |
| Elettori                      | Elettori                | Elettori                       | 156 659 |       |  |  |  |  |  |
|                               |                         |                                |         |       |  |  |  |  |  |
| Data: 13-14 aprile 2008       |                         |                                |         |       |  |  |  |  |  |
| Fonte: Ministero dell'interno |                         |                                |         |       |  |  |  |  |  |

#### XVII legislatura
|                               | Franco Panizza ✔️ Eletto | SVP - PATT - PD - UPT               | 58 735  | 49,01 |  |  |  |  |  |
|                               | Giacomo Bezzi            | Il Popolo della Libertà - Lega Nord | 26 453  | 22,07 |  |  |  |  |  |
|                               | Cristiano Zanella        | Movimento 5 Stelle                  | 25 673  | 21,42 |  |  |  |  |  |
|                               | Ezio Casagranda          | Rivoluzione Civile                  | 3 940   | 3,29  |  |  |  |  |  |
|                               | Lorenzo Cadrobbi         | Fare per Fermare il Declino         | 3 896   | 3,25  |  |  |  |  |  |
|                               | Alberto Sordo            | Moderati in Rivoluzione             | 1 142   | 0,95  |  |  |  |  |  |
| Totale                        | Totale                   | Totale                              | 119 839 | 100   |  |  |  |  |  |
|                               |                          |                                     |         |       |  |  |  |  |  |
| Voti non validi               | Voti non validi          | Voti non validi                     | 7 724   | 6,06  |  |  |  |  |  |
| Votanti                       | Votanti                  | Votanti                             | 127 563 | 80,85 |  |  |  |  |  |
| Elettori                      | Elettori                 | Elettori                            | 157 785 |       |  |  |  |  |  |
|                               |                          |                                     |         |       |  |  |  |  |  |
| Data: 24-25 febbraio 2013     |                          |                                     |         |       |  |  |  |  |  |
| Fonte: Ministero dell'interno |                          |                                     |         |       |  |  |  |  |  |